# برايان جايلز (لاعب كرة قاعدة)
برايان جايلز (بالإنجليزية: Brian Giles)‏ هو لاعب كرة قاعدة أمريكي، ولد في 20 يناير 1971 في إل كاجون في الولايات المتحدة.

## وصلات خارجية
- برايان جايلز (لاعب كرة قاعدة) على موقع دوري كرة القاعدة الرئيسي (الإنجليزية)
- برايان جايلز (لاعب كرة قاعدة) على موقعبيزبول رفرنس.كوم (الدوري الرئيسي) (الإنجليزية)
- برايان جايلز (لاعب كرة قاعدة) على موقع إي إس بي إن.كوم (أم.أل.بي) (الإنجليزية)
- برايان جايلز (لاعب كرة قاعدة) على موقع مشجعي الرسوم البيانية (الإنجليزية)
- برايان جايلز (لاعب كرة قاعدة) على موقع IMDb (الإنجليزية)
- برايان جايلز (لاعب كرة قاعدة) على موقع كينوبويسك (الروسية)